# Saško Vezenkov
Saško Vezenkov (in bulgaro Сашо Везенков?; Boboševo, 1º aprile 1963) è un ex cestista, allenatore di pallacanestro e dirigente sportivo bulgaro.
È il padre di Aleksandăr Vezenkov.

## Carriera
Con la Bulgaria ha disputato tre edizioni dei Campionati europei (1985, 1989, 1991).

## Palmarès
- Campionato bulgaro: 3

Balkan Botevgrad: 1986-1987, 1987-1988, 1988-1989
- Coppa di Bulgaria: 3

Balkan Botevgrad: 1986, 1987, 1988